# Симфонічний рок
Симфонічний рок (англ. Symphonic rock) — напрямок рок-музики, що характеризується залученням академічної музики, насамперед, звучання симфонічного оркестру, а також великими розмірами творів (часто називаються сюїтами).
Попередниками симфонічного року вважається гурт The Beatles, який вперше звернувся у своїй творчості до класичної музики. Розквіт симфонічного року припадає на кінець 60-х — кінець 1970-х років. Деякі дослідники не роблять різниці між симфонічним роком і прогресивним.
Провідні представники симфонічного року це: Yes, Electric Light Orchestra, The Moody Blues, Procol Harum, Barclay James Harvest, King Crimson.